# 紙牌屋 (第六季)
美國政治網絡電視劇《紙牌屋》（英語：House of Cards）的第六季於2017年12月4日被Netflix續訂，並安排於2018年11月2日播出。不同於之前由十三集組成的季度，第六季只有八集。本季不會包括由於遭受性侵指控而被解僱的前主角奇雲·史柏西。

## 演員
- 羅冰·活麗 飾 Claire Underwood（英语：Claire Underwood）
- 麥可·凱利 飾 Douglas "Doug" Stamper
- 傑恩·阿特金森（英语：Jayne Atkinson） 飾 Catherine "Cathy" Durant
- 柏茜亞·奇力遜 飾 Jane Davis
- 康斯坦斯·季默（英语：Constance Zimmer） 飾 Janine Skorsky
- 德瑞克·塞西爾（英语：Derek Cecil） 飾 Seth Grayson
- 坎貝爾·史考特 飾 Mark Usher
- 波利斯·麥吉佛（英语：Boris McGiver） 飾 Tom Hammerschmidt
- 黛安·蓮恩 飾 Annette Shepherd
- 格雷戈·金尼爾 飾 Bill Shepherd

## 集數
| 總集數 | 集數 （季） | 標題   | 導演             | 編劇                                    | 上線日期      | 製作 代碼 |
| ------ | ----------- | ------ | ---------------- | --------------------------------------- | ------------- | --------- |
| 66     | 1           | 第66章 | Alik Sakharov    | 梅麗莎·詹姆斯·吉布森 和 法蘭克·普格列斯 | 2018年11月2日 | HOC-621   |
| 67     | 2           | 第67章 | 艾米·卡納·曼恩   | 法蘭克·普格列斯 和 梅麗莎·詹姆斯·吉布森 | 2018年11月2日 | HOC-622   |
| 68     | 3           | 第68章 | 史塔西·帕森      | Charlotte Stoudt 和 Sharon Hoffman      | 2018年11月2日 | HOC-623   |
| 69     | 4           | 第69章 | 歐內斯特·迪克森  | Jerome Hairston 和 Tian Jun Gu          | 2018年11月2日 | HOC-624   |
| 70     | 5           | 第70章 | 湯馬士·施拉姆    | 傑森·霍爾維施 和 Charlotte Stoudt       | 2018年11月2日 | HOC-625   |
| 71     | 6           | 第71章 | Louise Friedberg | 傑森·霍爾維施 和 Jerome Hairston        | 2018年11月2日 | HOC-626   |
| 72     | 7           | 第72章 | Alik Sakharov    | 梅麗莎·詹姆斯·吉布森 和 法蘭克·普格列斯 | 2018年11月2日 | HOC-627   |
| 73     | 8           | 第73章 | 羅冰·活麗        | 法蘭克·普格列斯 和 梅麗莎·詹姆斯·吉布森 | 2018年11月2日 | HOC-628   |

## 剧情介绍[2]

### 第1集：后弗兰克时代
克莱尔坐在椭圆形办公室里，认真听取幕僚里克的报告。前总统弗朗西斯·安德伍德在世时，国内就已是抗议声不断。他死后，妻子克莱尔以副总统身份接任，国民对女性执政非常愤怒。尤其是克莱尔决意对叙利亚用兵，已招来各种死亡威胁。副总统马克建议克莱尔取消今天在军事基地的独立日演讲，但克莱尔没有同意，在越发艰难的时刻就应当更加强硬。在前往基地，面对那些被总统令派往前线的战士前，克莱尔还要处理一个棘手的问题，就是对付谢泼德姐弟俩。这两人是民主党的金主之一，与弗兰克有很深的交情，但与克莱尔则不同。矛盾主要集中在两件事上，一是本州的中期选举候选人，二是摆在总统办公桌上的《未来法案》。姐弟中的弟弟比尔，不支持克莱尔提名的候选人退役中将南茜·盖拉格，要求另选他人。而克莱尔一拖再拖，不在法案上签字，也让比尔不满。副总统马克是这对兄妹在白宫里的中间人，克莱尔不想通过他，而是要直接与比尔和安奈特见面。走进谢泼德家族的豪宅，姐姐安奈特亲自在门口迎接。安奈特很热情，还为克莱尔介绍了来参加独立日宴会的宾客。克莱尔意外的发现，这些权贵们都或多或少的与弗兰克有过接触，克莱尔对此却一无所知。比尔显然是在炫耀他的人脉资源，但克莱尔不会因此屈服。更让克莱尔惊讶的是，比尔书房的桌上居然有她即将在基地演讲的讲稿。盖拉格中将反对私人武装承包商插手美军行动的观点有损权贵利益，而且弗兰克生前承诺给比尔的那个法案，都是无法谈判达成的。书房里，克莱尔和比尔互不相让，剑拔弩张，一旁的安奈特也不知道该说些什么缓和气氛。与比尔不欢而散，克莱尔又马不停蹄的来到军事基地。站在台上，她用自己女性温柔的话语号召台下将前往叙利亚的士兵们为自由民主而战。但并非所有士兵都接受这套说辞，在与前排士兵握手时，就有女兵公开质疑克莱尔能否保障他们的安全。绕开当地媒体记者的长枪短炮，克莱尔坐进专车前往机场。按计划将在晚上八点回到白宫，观看国庆烟火表演。可一发子弹正中她头部位置的防弹车窗，让行程计划临时改变。车队在最近的消防站停泊，联调局、特勤局和当地警方随即地毯式搜索枪手，确保安全。等克莱尔登上“总统一号”已近午夜，她一脸镇定的来到媒体区向各随机记者表达歉意，却并没有说出行程延迟的实情。对此类事件保密，是特勤局的标准程序。可克莱尔遇刺的事情还是不胫而走，安奈特质问比尔时，比尔即不承认也没有否认，让安奈特隐隐不安。克莱尔从媒体区出来时，见到一个新面孔。一问才知道是“环城电视”的记者梅乐蒂。梅尔蒂与弗兰克曾有独家采访的计划，弗兰克过世让计划搁浅。在事前商量的问题里涉及到前幕僚长道格，梅乐蒂很想知道，承认杀害佐伊的道格是否会被赦免。对于这个问题，克莱尔不想也不会回答。道格现在的心理医生查尔斯是克莱尔的人,克莱尔要确切了解道格与弗兰克之间到底有什么勾当。不过即便道格全部说出来，克莱尔也不可能让他走出精神疗养院。而克莱尔机关算尽也不会猜到，眼前的梅尔蒂与安奈特的儿子邓肯私交甚深。正是她以媒体身份预先拿到克莱尔的讲稿后，立刻发给了比尔。过了午夜，克莱尔才回到白宫。她没有休息，直接听取有关枪手的情报。枪手是名被开除军籍的士兵，被找到时已在狙击地点饮弹自尽。克莱尔对特勤局的调查结果并不满意，她叫来白宫安全负责人纳森，想听听第三方的想法。纳森觉得枪手能准确命中移动车辆目标，说明经验丰富。那枪手就不可能不知道，.50子弹无法穿透总统专车的防弹玻璃。此次刺杀行动应当只是一次警告，克莱尔却开始怀疑弗兰克是遭人谋杀。那些有权有势的人即能与弗兰克结盟，也能在反目后下毒手。克莱尔要进行深入调查，这个烫手的山芋就丢给了纳森。

### 第2集：无路可退
贝尔波特城外的精炼厂发生爆炸泄露事故，造成两名工人死亡。国民警卫队、紧急事故管理署和环保署随时待命，州长奥姆斯泰德却认为风向有利于吹散空气中的污染物，要求附近居民撤离有些小题大做。但是在克莱尔的压力下，州长被迫宣布进入紧急状态，居民开始疏散。克莱尔此举的目的并非完全考虑到居民的身体健康，而是利用这次紧急状态再次拖延签署《未来法案》。她乘坐“空军一号”抵达事故现场，安抚民众。安奈特也在收容居民的当地学校举办慈善活动，因为发生事故的精炼厂正是谢泼德集团的下属企业。在谢泼德基金会任职的前白宫新闻发言人赛斯劝说每位接受资助的人在手机里安装基金会的app，以便随时了解灾难发生情况及相应补偿。这其实是邓肯的计划之一，安装该app的人越多，就能让他们在特定时间了解到一些特定的事情。邓肯的计划不仅于此。此前他就让梅尔蒂在克莱尔面前提及道格赦免的事，邓肯很清楚克莱尔不喜欢谈到前总统弗兰克。然而就在白宫新闻发布会上，副新闻发言人凯茜刚把事故矛头指向谢泼德集团，就有记者反问前总统生前是否打算与克莱尔离婚。经验不足的凯茜一时不知所措，还是副总统马克替她解围，否认了该“不实”传闻。克莱尔也没有束手待毙。在巡视受污染灾区时，她走进一家已标记为“撤离”的家庭，接了一杯自来水让陪同的当地政府官员饮用。刚才还在为谢泼德集团说尽好话，认定污染程度轻微的官员们，却没人敢喝上一口。克莱尔又来到学校。安奈特上前握起总统的手，向媒体和居民展现集团与政府一起处理此次危机的积极态度。可克莱尔抽回了手，还强调环保署犯罪调查处将入驻五角大楼，使用军方力量和资源调查此次灾难事故。克莱尔在镜头前侃侃而谈，完全没有顾及一旁尴尬的安奈特。安奈特尴尬的一幕很快成为媒体的热点话题，邓肯可以说是弄巧成拙。不仅让母亲出了丑，还让克莱尔更加坚定了打击谢泼德的决心。当然，比尔肯定也不会让克莱尔在余下的任期内好受。纳森就查到一家私人安保公司招募中情局退休探员，最近多在克莱尔的家乡加夫尼活动。还有人闯入克莱尔在那里的宅邸，特勤局却没接到通知。周末，克莱尔应邀出席志远俱乐部的颁奖典礼，在那第一次见到了邓肯。安奈特作为董事会成员，再次出面迎接。在她的安排下，克莱尔与比尔单独见面。子弹吓不倒克莱尔，宅邸里也没找到秘密，比尔拿出了杀手锏。根据情报，道格正在与检察官会面，谈及的内容是克莱尔最不想让外人知道的。比尔下了最后通牒，只要克莱尔今天签署法案，他就能帮克莱尔渡过难关。克莱尔不动声色的出来，立刻打电话给疗养院主治心理医生查尔斯方知大事不妙。道格已溜出疗养院，查尔斯与检察院联系才得知道格的指控已撤销。而且检察院将会组织听证会，听取道格及相关证人的证言。离开俱乐部后，克莱尔径直来到道格家，劝说道格放弃对弗兰克的愚忠，过另一种不一样的生活。唯一的问题就是将出庭作证的杜兰特议员，然后就可以彻底自由了。但是，道格不为所动。克莱尔回到白宫已是深夜，比尔和马克在椭圆形办公室早已等候多时。这一次克莱尔无路可退，只有拿起笔，在《未来法案》上签下自己的名字。

### 第3集：决裂
法案虽然通过了，但比尔仍对克莱尔很不放心。他认为克莱尔窃取了总统的位置，而自己又因为身体原因不能参加竞选，所以要用各种办法迫使克莱尔服从，确保之后更多的法案通过。这让从小就与克莱尔相熟相知的安奈特很为难，作为女性，她不希望弟弟用肮脏的手段对付一名现任女总统。克莱尔这会正在总统办公室会见继任大法官候选人。第九巡回法院的文森特法官嘴里唠叨着，克莱尔却无心听他在讲什么。上周末在志远俱乐部，克莱尔就“偶遇”过文森特法官，很明显是比尔要安置在最高法院的棋子。而文森特看得出总统的不耐烦，他也不在乎，大法官提名他已是志在必得。打发走文森特法官，下一位会面者是前国务卿杜兰特。杜兰特离开白宫后收到几份工作邀请，只是不慎摔了一跤，至今偶尔还会头晕感光。克莱尔看着她的眼睛，很明白她也被谢泼德收买，一定会去法院作证。如果杜兰特出庭作证，不仅会影响克莱尔，还会涉及到已故前总统弗兰克。在这件事上，道格与克莱尔的想法一致，有必要切断这个与弗兰克相连的最后一环，最好的办法就是让外界认为是摔伤后的并发症。把任务交给道格后，克莱尔出席博物馆的开幕式，意外看到哈里发国在美国的中间人纳泽。纳泽以律师身份替委托人传话，认定克莱尔出兵叙利亚是为了争夺地盘，扼杀叙利亚的未来，如不撤兵就要承担可怕的后果。实际上哈里发国已是苟延残喘，克莱尔根本不会买账。但纳泽的出现倒让她想起另一个人，善于在政府之间达成交易从中牟利的简。简极具政治手腕，与政府官员也极为熟悉，其中就包括杜兰特。能得到好处的事，简从不放过。当杜兰特见到简的时候，吓得拔腿就跑。可该来的终究躲不过，当天杜兰特就被人从家中强行带走，再被人发现时，已死于摔跤后形成的栓塞。克莱尔在得到消息的当晚就打电话给道格表示谢意，二人心怀鬼胎各自打着自己的小算盘。克莱尔不信任道格，仍派纳森监视着道格。道格这两天并没有闲着，他找过科尔议员，还找过因不满被新老板邓肯当枪使而从《先驱报》辞职的汤姆，甚至还找纳森了解弗兰克的死因。弗兰克的尸检报告上注明是肝脏药物服用过量，鉴于弗兰克曾接受肝脏移植，所以被定性为死于意外。纳森还把莉安的调查报告给了道格，证实莉安撞车前是在与弗兰克通话。这些情况，纳森都一一向克莱尔做了汇报。马克作为谢泼德与克莱尔之间的中间人感觉到越来越大的压力。大法官是终身制，任期远远长于总统，被认为是总统权力的延续。克莱尔不会轻易把提名让给文森特，同样比尔也势必要得到这个名额。马克从中斡旋已是力不从心，克莱尔决定直接与安奈特谈判。恰好简得到一份黑材料，邓肯在读预科班时吸毒被捕，之后用钱买通门路脱罪。当克莱尔用安奈特的儿子相威胁时，就把政治问题变成了私人恩怨，安奈特也就不再留情面。连马克想挽回局面的努力，也被安奈特视为背叛，谢泼德与白宫彻底决裂。

### 第4集：追悼会
杜兰特的葬礼在教堂举行，正副总统以及主要政府官员悉数参加。克莱尔此刻的心情无法平静，马克不知从哪找到了梅耶的的尸体，克莱尔只能认输，将实际管理权交到他的手上。葬礼结束后，宾客们纷纷前往杜兰特的家中，举行追悼会。看似平静，却暗流涌动。宾客中最让人惊讶的可能就属俄罗斯总统佩特罗夫了。马克实在想不通，叙利亚谈判已经破裂，他是受谁的邀请前来。这事只有佩特罗夫和克莱尔心知肚明，却不对外公开。佩特罗夫已收到情报，克莱尔被束缚了手脚，所以只是跟克莱尔寒暄了几句。就在二人交谈时，现任国务卿西格森得到国防情报局消息，有超过二十万名俄军正向叙利亚边境进发。担任科尔议员顾问的道格也参加了追悼会。赛斯也来了，随时通过电话向比尔汇报宾客之间的接触和动向。赛斯最关心的莫过于佩特罗夫，时刻关注他在与谁交谈，以及有可能提出的条件。克莱尔则要处理梅耶的问题，适当的放出风声，让新闻发言人凯茜成为前新闻官梅耶的白宫情人。真正的重头戏还是来了。马克与佩特罗夫在杜兰特的书房会面，讨论叙利亚问题。佩特罗夫老奸巨滑，马克哪是他的对手。马克手里的筹码只有冻结资产和重启对俄制裁，可佩特罗夫有恃无恐。如果今天达不成新协议，明日天亮时美军和俄军的遭遇战就不可避免。一旦有美军伤亡，局势就会失控，马克担不起这个责任。马克不敢做主，又不能再去找安奈特，只得向熟悉中亚事务的简求助。简打听下来，佩特罗夫的目的是要把叙利亚的俄海军基地扩建到塔尔图斯港。有了这个底，马克才放心大胆的与佩特罗夫谈判。书房里，克莱尔坐在椅子上一声不吭，看着马克与佩特罗夫。赛斯推门进来，声称代表谢泼德集团旁听。这让马克很恼火，赛斯却不在乎。佩特罗夫的贪婪远超马克的想像。他不仅要港口，还要独占近海石油和天然气开发。相持不下时，佩特罗夫转头去问克莱尔的意见，克莱尔略有迟疑，然后坚定的支持副总统马克的提议。佩特罗夫甩袖而去。等到有机会与佩特罗夫单独见面，克莱尔才说出自己的底牌。其实佩特罗夫接受克莱尔邀请参加杜兰特的追悼会，就是在好奇克莱尔会提出什么条件。克莱尔同意油气和港口均归佩特罗夫，条件是任何与谢泼德集团有关的私人武装承包商，在她的任期内均不得进入叙利亚。克莱尔这么做很冒险，如此决定势必会成为众矢之的。但她目前的敌人不是俄罗斯，而是谢泼德家族。不过克莱尔并不傻，已然猜到梅耶的死与俄罗斯有关，目的就是为了这次谈判。对于这一点，佩特罗夫即不承认也不否认，一笑而过。处理完俄罗斯的谈判，克莱尔还要想法拉拢盟友。她找到道格，承诺两年后会让科尔议员成为竞选伙伴，六年后让科尔议员竞选总统，到时道格就能重回白宫。当然在此之前，克莱尔会替道格扫清障碍，今晚就宣布特赦道格。道格提出要同时特赦前总统弗兰克，得到克莱尔的保证后，他便决定不去联邦检察院作证。没有了杜兰特，道格又拒绝作证，比尔想起诉弗兰克、克莱尔的计划也就彻底泡汤。

### 第5集：反击
美国在叙利亚问题上对俄罗斯的让步引起很多官员和民众的不满。抨击总统的声音越来越高，比尔甚至不顾病体，专程接受电视台采访。民主党内也纷纷试图与总统撇清关系，以免惹祸上身。在过去的三周时间里，除了某日半夜宣布赦免前幕僚长道格，克莱尔就没有公开露面，也没有任何消息。还有传闻，总统已精神失常或患上抑郁症。媒体对美国的未来均表示悲观失望，人们感到恐慌。比尔和安奈特在酒店热情招待了马克，目的就是打探克莱尔的情况。克莱尔悲观厌世，语无伦次的表现，从马克嘴里传到比尔耳中。比尔想借此机会推马克上位，进一步控制白宫权力中心。可以动用宪法第二十五修正案第四款，以总统不能够履行职务为由，让马克取而代之。这在美国历史上从未有过，马克起初还有所顾虑，但经不起谢泼德姐弟的一再劝说。他秘密招集内阁成员，策划联名写信给国会，要求撤销克莱尔的总统职务。然而他们都没想到，这正是克莱尔所期望得到的效果，她心里早有计划。所谓物极必反，慢慢的，另一种声音出现。有人怀疑是掌握实权的副总统马克与俄罗斯达成了耻辱协议，被架空的总统克莱尔只是代人受过，因此才郁郁寡欢。马克还没意识到自己正在落入陷阱，出于绅士风度，想劝克莱尔主动辞去总统职务。但这样的行为，相当于告诉克莱尔，他们即将启动弹劾程序。道格突然进入白宫。他最近在调查杜兰特的死因，却发现蹊跷之处。杜兰特从外地赶来的父亲声称连女儿最后一面都没见到，而且杜兰特都没尸检就被火化。可杜兰特的丈夫却说看过尸检报告，还拒绝接待道格进屋细谈。道格不得不怀疑杜兰特是假死，以避免成为牺牲品。听到这话，克莱尔也告诉道格了个秘密。对外公布弗兰克是猝死在克莱尔床上，其实不然。当晚弗兰克是死在自己房间的地毯上，很可能是被人谋杀。也许杜兰特知道内情，所以才会假死以骗人耳目。次日，克莱尔在白宫以私人方式与邓肯见面，礼貌的要求邓肯控制的媒体停止无谓的攻击。这种示弱方式，套出了邓肯的话。克莱尔得知弗兰克生前曾跟安奈特说过很多事情，而且可能有录音或录像为证。不过克莱尔也知道一个秘密，邓肯的身世并不简单，而具体的答案只能由邓肯去问那个亲爱的母亲。擅自去见克莱尔的邓肯回到酒店，被比尔劈头盖脸的痛骂了一顿。邓肯恼羞成怒，问出心中的疑问。这一问，刚才还在相互争执的比尔和安奈特立刻转移了话题，把邓肯晾在了一边。白宫里，马克匆匆向克莱尔汇报，简被绑架到沙特阿拉伯某地。马克担心简落入敌人手里，会给国家安全带来极大风险。特战部队制订了几个营救方案，但执行需要行政命令。克莱尔拒绝签发行政令，因为是她暗中下令绑架了简，目的就是要知道马克和内阁成员何时动手。知道了具体日期后，克莱尔开始了下一步行动。凯茜曾与梅耶有染，现在梅耶被俄罗斯人杀害，马克又掩盖了真相。克莱尔要求凯茜向联调局坦白与前新闻官有过恋情，同时还要透露出梅耶怀疑马克与俄罗斯勾结才招致杀身之祸，然后克莱尔就会出面为梅耶伸张正义。白宫会议室里，内阁成员刚刚签署联名信，门就被保镖推开，克莱尔精神奕奕的走了进来。拿着这封联名信，克莱尔宣布在场的内阁成员全部被解雇。马克认为干涉签署就是妨碍司法，可以此弹劾克莱尔。但联调局调查马克通俄门的指控，让他自顾不暇。外界也把矛头对准马克，认定俄罗斯的协议就是马克一手造成。这下，轮到克莱尔要求马克自动请辞，连比尔和安奈特都无力挽回。安奈特气势汹汹的来到椭圆形办公室，她要向世人揭露克莱尔三次打胎的事实。梅乐蒂已编辑好录像，马上就能在电视台播出。但克莱尔一脸轻松，反倒是安奈特无法向自己的儿子解释，也可以说非亲生的儿子。安奈特离开前，克莱尔向她展示了全部由女性组成的新内阁成员。谢泼德家族对白宫的控制，宣告终结。

### 第6集：完胜
国内媒体几乎都在报道有关副总统及多名内阁成员与俄罗斯政府高层有联系的新闻，唯独“环城电视”的梅乐蒂长篇累牍的讲述总统堕胎的故事。克莱尔予以反击，痛斥某些人以生活隐私攫取政治利益。并声明，胎儿是因发育不良才不得不终止妊娠。克莱尔发表声明时面色从容，丝毫没有因为自己说谎而感到愧疚。克莱尔挑选出来的全女性内阁同样引起媒体的广泛关注，其中珍妮弗担任代理联邦检察官，是重要的一步棋。对克莱尔或者弗兰克的指控都会撤销，听证会也没了下文。克莱尔趁胜追击，在安全屋里见了被软禁的简。简的关系网已废，领教了克莱尔的手段后，她不敢造次。当马克再来求助时，简几乎以哀求的口吻劝他辞职。心有不甘的马克还想着召开听证会，可简知道他已没有胜算，只得悲痛的挂断了电话。没能说服马克，简诚惶诚恐的来到总统办公室向克莱尔解释。为了将功赎罪，她透露出一个秘密。当年科尔议员曾在妻子怀孕时出轨，之后第三者纠缠不清，是马克替科尔收拾了烂摊子。但因逼迫得太紧，导致第三者跳河自杀。克莱尔对简投诚的表现很满意，不过她也知道简没有说出来的秘密，是简协助杜兰特逃走。俄罗斯联邦安全局已找到了杜兰特，行踪都在克莱尔的掌握中。简闻言，不禁冷汗直冒，内心越发恐惧。马克孤注一掷，想着找关系争取联邦检察官的位置，或者召开听证会也行。可这时，环城电视台落井下石，也开始播报马克勾结俄罗斯高层的评论，梅乐蒂的言辞更加激烈。比尔和安奈特是在切割与马克之间的关系，表明立场。克莱尔知道目的已经达到，借此机会把涉事的凯茜先升为正式新闻发言人，让她不怕再乱说乱动。然后减少凯茜露面的机会，之后一段时间的发布会，由克莱尔亲自主持。马克以为自己手中还有梅耶的尸体，是钳制克莱尔的王牌。可是克莱尔掌握了简提供的黑材料，已不再担心马克再翻出什么风浪。住在酒店的比尔身体日渐虚弱，仍强撑着会见科尔议员。而他的本意是要接触道格，现在只有道格才知道如何打败克莱尔。科尔需要谢泼德的支持，也就是说道格想重回白宫，就只能与比尔合作，把克莱尔赶下台。但是能毁掉克莱尔的东西，同样能毁掉弗兰克，这是道格绝不能接受的。比尔在克莱尔的攻势下本已步步败退，没想到克莱尔安置的另一枚炸弹又引爆了。邓肯查出了自己的身世，亲生母亲曾是安奈特的女佣，就住在华盛顿特区附近。安奈特为安慰儿子，想让比尔说出当年的实情。可比尔宁愿把邓肯赶出家族，也不愿说出自己一夜情造成的孽债。安奈特和邓肯愤而离开酒店，抛下比尔一人。比尔的噩梦还没有结束。晚上，道格来到总统办公室，向克莱尔提交了一份资料。这是前《先驱报》主编汤姆调查精炼厂爆炸事件的资料，其中的邮件和会议记录副本证明谢泼德集团明知可能发生危及生命安全的大规模生化灾难，却任不采取防范措施。司法部可以根据这些资料起诉谢泼德集团和总裁比尔过失杀人，比尔无法再兴风作浪。在把资料交给克莱尔后，道格也表明了态度，克莱尔不属于白宫。他从汤姆手里拿到这些资料的代价就是说出弗兰克的秘密，同样能毁掉克莱尔的秘密。在汤姆完成调查并向世人公开前，克莱尔最好还是为自己找条后路。道格没有想到，克莱尔早有防备。汤姆、杜兰特和简都活不过今晚，比尔要去坐牢，马克四面楚歌，仅凭道格一人根本无能为力。何况克莱尔还有道护身符，就是肚子里弗兰克的遗腹子，忠诚的道格不可能伤害这个孩子和它的母亲。

### 第7集：暗箭难防
正值中期选举，克莱尔四处奔波造势。在演讲中，她频频指责某利益集团欲对她不利，只因为自己是名女性。还指出该集团开发的app偷窥手机，侵犯隐私，操纵投票。但是对该app的听证会却因部分议员的阻挠而一拖再拖，克莱尔非常不不满，声称将逮捕相关众议员。如果联邦检察官不同意起诉，她会连检察官也一并撤换。此时的比尔焦头烂额，个人资产被冻结，以前支持他的议员也欲脱身。最着急的要属科尔议员，实在不想为邓肯这个毛头小伙闯的祸背锅。安奈特让科尔保持耐心，等中期选举过后，得到参议院多数席位，就能控制司法部，对邓肯的听证自然也会不了了之。此外，安奈特还办理了正式收养手续。将来，邓肯有资格继承全部谢泼德集团。不知何时，网络上出现一批对弗兰克进行攻击的话题。经查，是俄罗斯的水军团队所为。佩特罗夫帮克莱尔解决了这个麻烦，但克莱尔突然出现宫缩，经医院检查，发现前主治医生使用了催产素。紧急救治之后，保住了胎儿，克莱尔猜得到是安奈特在捣鬼。从纳森的调查来看，安奈特并未收手。自从道格在总统办公室威胁克莱尔未果后，东躲西藏的道格就时常会与谢泼德联系。墙头草赛斯透露，道格每次只通过电话联系，而且只言片语均是来自弗兰克生前的日记。克莱尔大惊，把总统办公室翻了个遍，果然在抽屉下发现暗阁，里面的东西已被人取走。事不宜迟，克莱尔把科尔议员召进白宫。她不打算用出轨的事对称科尔，但使用app操纵选举已属叛国行为，众议院里使用该app的议员都会被逮捕。如果科尔不识相，也会在逮捕之列。在科尔犹豫不决时，克莱尔已给他指了条明路。向媒体揭露最近提名的最高法院法官文森特为了一幢湖边别墅而做出偏私裁决，国会将启动弹劾程序。比尔安插在高法的一根钉子被拔除。因失去了法官的庇护，邓肯在媒体为app辩护时当场被联调局带走调查，立刻成为大新闻。所有使用过该app的人都开始与安奈特、邓肯、谢泼德家族撇清关系，曾极力为谢泼德鼓吹的梅乐蒂也倒戈，用一次温和的采访向克莱尔伸出橄榄枝，成为克莱尔的传声筒。在谢泼德集团董事会上，比尔已做出了计划。目前最好的方案就是克莱尔死后，因副总统位置空缺，就会由议长科尔接任。他还找人建立模型，推算总统遇刺引发经济波动可能带来的金融损失。安奈特要让克莱尔成为保护胎儿的烈士，荣誉永存，生命不再。克莱尔还没意识到可能发生的危险，借助梅乐蒂，她在电视屏幕上开始批评弗兰克，有选择的揭开弗兰克的行径。她要先下手为强，向道格发出挑战。

### 第8集：往事不再有
克莱尔在白宫发布会上正式回应司法部对前任总统弗兰克夸大2016选举日威胁的调查，认为必要时可采取死后追诉。对于是否会影响目前总统位置的问题，克莱尔坦然承认，一旦弗兰克被定罪，她也会辞职。这时台下有记者提到，就在刚才，曾与《先驱报》主编汤姆共事过的记者简宁上传了一篇文章，指出弗兰克把妻子克莱尔剔出了遗嘱，情报来源是道格。对于这个突发事件，克莱尔一时没有万全的回答，只能以道格精神有问题等措辞草草结束了发布会。简宁的文章中明确说出弗兰克临死前有份手写遗嘱，遗嘱里将全部财产都留给了前幕僚长道格。相关细节尚未公布，道格承诺会公开遗嘱内容。这一手出乎克莱尔的意料之外，简宁还在网站上陆续公布弗兰克音频日记的内容，克莱尔被描述成最无情的女人。白宫法律顾问已向法院申请禁止令，但日记内容在网络已广为传播。连联邦检察官珍妮弗也不免有些不安，克莱尔在她面前誓言旦旦，称弗兰克从未与她商量过任何事。比尔借这个机会严厉抨击克莱尔，并认为克莱尔应当退位。安奈特对此很不满，但这也是一个机会。她通过马克向比尔传话，比尔可以继续针对克莱尔，而她则会公开反对比尔。只有这样，邓肯才可能获得自由。家族分裂到如此地位，比尔感觉痛心疾首。安奈特亲自到总统办公室，坦白道格曾播放过部分音频日记片段。她向克莱尔表明不支持公开日记的态度，也就是在向克莱尔求饶，寻求和解。但克莱尔太了解安奈特，根本不相信她的话。意外出现的遗嘱，让克莱尔有些措手不及。经过冷静思考后，她认为须采用弗兰克的招数，用恐惧巩固自己的地位。在白宫军情会议上，克莱尔宣布得到确切情报，哈里发国企图在巴基斯坦购买核装置。虽然还只是潜在威胁，克莱尔却执意向民众公开。随后，克莱尔以搜寻核装置为由下令美国特种部队进入叙利亚海岸地区，与俄军引发军事冲突。俄罗斯在联合国公开谴责美国的行动，克莱尔则在国内宣称绝不允许恐怖份子带着核弹靠近美国。军情室里，克莱尔携军方人员与佩特罗夫通话。克莱尔坚称核交易即将达成，佩特罗夫却根本没有相关情报。鉴于交易地点在范围半径20英里的沙漠，常规办法无法抵达，克莱尔做了一个连佩特罗夫都不敢做出的决定，进行核打击。在场的军方高层面面相觑，不知该支持还是反对。回到办公室，桌上放着道格寄来的包裹，已经过检测没有危险。克莱尔打开包裹，里面是弗兰克用过的裁纸刀和弗兰克的錄音。刚听了一句，克莱尔就心惊胆战的命令将白宫清场，除保安人员，只留必要的最少人手。军事助理将核公文包送进白宫时，道格也在保安的陪同下来到总统办公室。他拿出份名单，上面都是想除掉克莱尔的人。直到现在，道格才承认是他杀了弗兰克。那晚弗兰克要先杀克莱尔，然后是道格。道格是要阻止弗兰克毁了他自己成就的一切，毁了他自己的政治遗产。是弗兰克成就了克莱尔，道格越说越激动，抓起桌上的裁纸刀抵在克莱尔的脖子上。看到鲜血流了出来，他又害怕了。弗兰克成就了克莱尔，克莱尔就是弗兰克的政治遗产，他下不了手。克莱尔却顺势夺下刀，狠狠捅进道格的身体里。没有了道格，就不会再有人知道以前的事，种种黑暗往事都将随着道格埋葬在坟墓中。

## 外部連結
- 官方网站
- 《House of Cards》各集列表 来自互联网电影数据库